# Winston Duke
Winston Duke (15 de novembro de 1986) é um ator tobaguiano. Ele é mais conhecido por seu papel de M'Baku no Universo Cinematográfico Marvel, começando com Black Panther, sua estreia nos cinemas, e Avengers: Infinity War (ambos em 2018). Ele reprisou o seu papel em Avengers: Endgame (2019). É conhecido também por sua participação como Gabe Wilson no filme de terror Us.

## Início da vida
Duke nasceu em Argyle, Trinidad e Tobago e se mudou para os EUA aos nove anos de idade com sua mãe, Cora Pantin, e a irmã. Formou-se na Brighton High School, em Rochester, Nova York, em 2004.

## Carreira
Ele começou a atuar em produções de teatro da Portland Stage Company e da Yale Repertory Theatre antes de ser chamado para Person of Interest. Na universidade de Yale, ele fez amizade com a atriz Lupita Nyong'o, com quem viria a contracenar mais tarde  em Black Panther. Winston voltou para sua terra natal, Trinidad & Tobago, em 2012, para a produção de teatro de An Echo in the Bone, estrelando ao lado da atriz Taromi Lourdes Joseph e dirigida pela colega ex-aluna de Yale, Timmia Hearn Feldman.
Duke atuou  em Pantera Negra, do Universo Cinematográfico Marvel  como M'Baku.

## Filmografia

### Filmes
| Ano  | Título                             | Papel       | Notas                                    |
| ---- | ---------------------------------- | ----------- | ---------------------------------------- |
| 2018 | Pantera Negra                      | M'Baku      | Nomeado – MTV Movie Award de Melhor Luta |
| 2018 | Avengers: Infinity War             | M'Baku      | -                                        |
| 2019 | Avengers: Endgame                  | M'Baku      | -                                        |
| 2019 | Us                                 | Gabe Wilson | -                                        |
| 2022 | Pantera Negra: Wakanda Para Sempre | M'Baku      |                                          |
| 2026 | Avengers: Doomsday                 | M'Baku      | Em Produção                              |

### Televisão
| Ano       | Título                            | Papel          | Notas       |
| --------- | --------------------------------- | -------------- | ----------- |
| 2014      | Law & Order: Special Victims Unit | Cedric Jones   | -           |
| 2014-2015 | Person of Interest                | Dominic / Mini | 7 episódios |
| 2015      | The Messengers                    | Zahir Zakaria  | 3 episódios |
| 2015      | Major Crimes                      | Curtis Turner  | -           |
| 2016      | Modern Family                     | Dwight         | 3 episódios |